# ペドロ・ビスポ・モレイラ・ジュニオール
ペドロ・ビスポ・モレイラ・ジュニオール（Pedro Bispo Moreira Júnior、1987年1月29日 - ）は、ブラジル・パラー州出身の元プロサッカー選手。なお現役時代のポジションは、フォワード（FW）である。
Jリーグ時代の登録名はペドロ・ジュニオール、Kリーグ時代の登録名はペドロ（ハングル: 페드로）。

## 経歴
7歳からサッカーを始める。当時の憧れはロマーリオ。ブラジル中部にあるゴイアス州のヴィラ・ノヴァのユースチームで頭角を現し、2003年11月に16歳でプロ契約。ブラジルのユース代表選手にも選ばれた。当時ブラジル国内では、アレシャンドレ・パトらとともに期待の若手選手の一人として「ヤング5」に選出されるなど、将来を嘱望されていた。
2005年には名門グレミオがその才能に目を付け、保有権の半分を買い取り、加入させるが大きな活躍はできなかった。2006年にはポルトガルの強豪クラブへの移籍を目指すが交渉が決裂。その後も中東のクラブとの交渉が報道されるが、移籍には至らず。翌2007年にはグレミオから選手トレードの形でクルゼイロにレンタル移籍するが、FWのアラウージョやロニーからポジションを奪えず、ここでも出番はなかった。
2007年4月にレンタル移籍したサンカエターノでチーム得点王になるなどの活躍が認められ、同年8月にヴィラ・ノヴァからJ1（Jリーグ1部）・大宮アルディージャへ完全移籍。J2（2部）降格の危機に瀕したクラブの得点力不足解消を期待されるも、思うように出場機会を得られなかった。
2008年は春季キャンプからポジションを得て、開幕戦で得点を挙げるなど才能の片鱗を見せた。しかし、復調したデニス・マルケスとの2トップが機能せず、押し出される形でレギュラーから外され、負傷治療の名目でブラジルへ帰国する。その後、1年契約が満了した大宮は、再度契約を結びなおしてからシーズン終了まで古巣ヴィラ・ノヴァにレンタル移籍 させた。ヴィラ・ノヴァではチームの絶対的エースであるトゥーリオ・マラヴィーリャのサポート役として活躍した。
2009年はJ1・アルビレックス新潟へレンタル移籍、4-3-3システムの左FWを任され、8月までのリーグ戦21試合で10得点を挙げる活躍を見せた。
シーズン途中の2009年8月、レアンドロの後釜を探していたJ1・ガンバ大阪へ完全移籍した。ペドロの保有権を所有していた大宮から新潟が保有権買い取りオプションを行使して一旦新潟へと完全移籍した後、新潟からG大阪へ完全移籍する形となった。G大阪ではリーグ戦7試合に出場し、大宮戦と京都戦で計3得点を挙げたものの、ドリブルが最大の持ち味でありながらG大阪監督の西野朗から3タッチ以上禁止、ボールキープ禁止といった「持ちすぎ禁止令」を出されるなど、G大阪のパスサッカーに最後までフィット仕切れずリーグ戦を終えた。天皇杯では3試合に出場し、流通経済大学とJ2鳥栖相手に1得点ずつ計2得点を挙げていたが、新潟時代から痛めていた左膝の治療のため、同大会準決勝戦消化前の12月13日にブラジルへ帰国した。
2010年も開幕からベンチ起用が続き、3月20日の第3節新潟戦では負傷したFWルーカスに代わり後半10分から途中出場したものの、わずか24分後の後半34分に途中交代を命じられた。これで今まで溜まっていたチームへの不満が一気に爆発したペドロは激昂し、ベンチの西野に向かって暴言を吐き、腕を突き上げるなどの挑発行為をした上で、着ていたユニフォームを脱ぎピッチに投げつけたため、G大阪サポーターからブーイングを浴びた。同月24日にクラブから直近の公式戦2試合の出場停止処分を科された。
3月26日、練習前のミーティングで選手、チームスタッフ、西野に対して謝罪をしたものの、西野は和解の意思をみせず、結局この一連の騒動が引き金となってG大阪の戦力構想から完全に外れ、同年4月にブラジルのスポルチ・レシフェへレンタル移籍した。同年8月、古巣ヴィラ・ノヴァへ移籍。
2011年、J2・FC東京にレンタル移籍。保有権は引き続きG大阪が持つ。4月30日のJ2第9節・札幌戦で途中出場。この試合がFC東京での初出場となった。左サイドのアタッカーとして期待されていたものの、その後抱えた怪我が治らず、同年6月17日にクラブより両者合意によるレンタル契約解除が発表され、FC東京を退団した。
2012年、G大阪から古巣のADサンカエターノに完全移籍で加入した。契約期間は2年間。
2013年、Kリーグクラシック・済州ユナイテッドFCに移籍。登録名はペドロ。第1節の全南戦で早速得点を挙げ、同節のベストイレブンに選出された。チームは下位に沈んだものの、ペドロは出だしから好調を見せ、FWマラニョンとの連携も機能し、第13節ソウル戦、第17節慶南戦 ではハットトリックを記録。得点王争いをリードしていたが、シーズン終盤に入るとペドロはオファーを受けた神戸への移籍を望み、済州が来季を見据えた戦いへと切り替えたために出場機会を得られず、得点ランク3位の17ゴールに終わった。
2014年、J1・ヴィッセル神戸へ完全移籍。4-5-1システムの中盤左サイドでアタッカーとして起用され、シーズン前半はリーグトップに立つなど得点量産体勢に入っていたが、シーズン後半に失速した。それでもリーグ戦32試合出場で13得点を挙げるなど、2009年以来となるJ1リーグ二桁得点を達成した。
2015年はグロインペイン症候群発症によりシーズンの大半を欠場。また、出場した試合でもプレーに精彩を欠くなど、リーグ戦13試合出場で1得点に終わった。
2016年は怪我が癒え開幕戦から先発出場。2トップでコンビを組むFWレアンドロと抜群の相性を見せ、リーグ戦29試合出場で11得点を挙げる活躍に加え、リーグトップのアシスト数を記録するなど完全復活の働きを見せた。
2017年より鹿島アントラーズに完全移籍。
この年は7ゴールを上げたが、翌年の18シーズンでは、金崎夢生や鈴木優磨とのポジション争いに敗れ、出場機会が減少した。
2018年7月13日、中国・甲級リーグの武漢卓爾足球倶楽部にシーズン終了までのレンタルで移籍した。
2019年1月11日、フォルタレーザECに完全移籍。その後、タイ・リーグ1のブリーラム・ユナイテッドFCへ移籍した。
7月16日にJ2・アビスパ福岡への完全移籍が発表されたが、1週間後の7月23日、選手登録の手続き上の問題があったとして契約解除が発表された。日本サッカー協会が定めた「サッカー選手の登録と移籍等に関する規則」には、「1つのシーズン中に公式戦出場可能なのは最大2チームまで」という趣旨の文があり、ペドロが同シーズン中にフォルタレーザ及びブリーラム・ユナイテッドで公式戦出場を記録していた為、このルールに抵触した可能性があると報じられている。
2019年7月27日、アラビアン・ガルフ・リーグに昇格したばかりのホール・ファカン・クラブへ移籍。
2020年1月13日、タイ・リーグ1のサムットプラーカーン・シティFCに移籍。鹿島時代の監督であった石井正忠の指導を再び受けることになる。
2020年5月7日、サムットプラーカーン・シティFCと契約解除。

## エピソード
- 2007年の訪日後しばらくの間常連として通ったサイゼリヤのおかげもあって日本に適応できたと語る[7]。
- ブラジルのメディア・ラジオ730とのインタビューで、日本に帰化して日本代表としてプレーしたい希望を表明している[45]。

## 個人成績
| 国内大会個人成績 | 国内大会個人成績 | 国内大会個人成績 | 国内大会個人成績 | 国内大会個人成績 | 国内大会個人成績          | 国内大会個人成績 | 国内大会個人成績  | 国内大会個人成績 | 国内大会個人成績 | 国内大会個人成績 | 国内大会個人成績 |
| 年度             | クラブ           | 背番号           | リーグ           | リーグ戦         | リーグ戦                  | リーグ杯         | リーグ杯          | オープン杯       | オープン杯       | 期間通算         | 期間通算         |
| 年度             | クラブ           | 背番号           | リーグ           | 出場             | 得点                      | 出場             | 得点              | 出場             | 得点             | 出場             | 得点             |
| ブラジル         | ブラジル         | ブラジル         | ブラジル         | リーグ戦         | リーグ戦                  | ブラジル杯       | ブラジル杯        | オープン杯       | オープン杯       | 期間通算         | 期間通算         |
| ---------------- | ---------------- | ---------------- | ---------------- | ---------------- | ------------------------- | ---------------- | ----------------- | ---------------- | ---------------- | ---------------- | ---------------- |
| 2003             | ヴィラ・ノヴァ   |                  | セリエB          |                  |                           |                  |                   |                  |                  |                  |                  |
| 2004 (pt)        | ヴィラ・ノヴァ   |                  | GO州1部          |                  |                           |                  |                   |                  |                  |                  |                  |
| 2004 (en)        | ヴィラ・ノヴァ   |                  | セリエB          |                  |                           |                  |                   |                  |                  |                  |                  |
| 2005 (pt)        | ヴィラ・ノヴァ   |                  | GO州1部          |                  |                           |                  |                   |                  |                  |                  |                  |
| 2005 (en)        | グレミオ         |                  | セリエB          |                  |                           |                  |                   |                  |                  |                  |                  |
| 2006 (pt)        | グレミオ         |                  | RS州1部          |                  |                           |                  |                   |                  |                  |                  |                  |
| 2006             | グレミオ         |                  | セリエA          | 11               | 0                         |                  |                   |                  |                  |                  |                  |
| 2007 (pt)        | クルゼイロ       |                  | MG州1部          |                  |                           |                  |                   |                  |                  |                  |                  |
| 2007 (en)        | サンカエターノ   |                  | セリエB          | 10               | 5                         | -                | -                 |                  |                  |                  |                  |
| 日本             | 日本             | 日本             | 日本             | リーグ戦         | リーグ戦                  | リーグ杯         | リーグ杯          | 天皇杯           | 天皇杯           | 期間通算         | 期間通算         |
| 2007             | 大宮             | 33               | J1               | 6                | 0                         | -                | -                 | 0                | 0                | 6                | 0                |
| 2008             | 大宮             | 13               | J1               | 9                | 2                         | 3                | 1                 | -                | -                | 12               | 3                |
| ブラジル         | ブラジル         | ブラジル         | ブラジル         | リーグ戦         | リーグ戦                  | ブラジル杯       | ブラジル杯        | オープン杯       | オープン杯       | 期間通算         | 期間通算         |
| 2008 (en)        | ヴィラ・ノヴァ   |                  | セリエB          | 18               | 7                         | -                | -                 |                  |                  |                  |                  |
| 日本             | 日本             | 日本             | 日本             | リーグ戦         | リーグ戦                  | リーグ杯         | リーグ杯          | 天皇杯           | 天皇杯           | 期間通算         | 期間通算         |
| 2009             | 新潟             | 9                | J1               | 21               | 10                        | 3                | 0                 | -                | -                | 24               | 10               |
| 2009             | G大阪            | 39               | J1               | 7                | 3                         | -                | -                 | 3                | 2                | 10               | 5                |
| 2010             | G大阪            | 11               | J1               | 2                | 0                         | -                | -                 | -                | -                | 2                | 0                |
| ブラジル         | ブラジル         | ブラジル         | ブラジル         | リーグ戦         | リーグ戦                  | ブラジル杯       | ブラジル杯        | オープン杯       | オープン杯       | 期間通算         | 期間通算         |
| 2010 (en)        | スポルチ         | 33               | セリエB          | 6                | 1                         | 2                | 0                 |                  |                  | 8                | 1                |
| 2010 (en)        | ヴィラ・ノヴァ   |                  | セリエB          | 2                | 1                         | -                | -                 |                  |                  |                  |                  |
| 日本             | 日本             | 日本             | 日本             | リーグ戦         | リーグ戦                  | リーグ杯         | リーグ杯          | 天皇杯           | 天皇杯           | 期間通算         | 期間通算         |
| 2011             | FC東京           | 17               | J2               | 2                | 0                         | -                | -                 | -                | -                | 2                | 0                |
| ブラジル         | ブラジル         | ブラジル         | ブラジル         | リーグ戦         | リーグ戦                  | ブラジル杯       | ブラジル杯        | オープン杯       | オープン杯       | 期間通算         | 期間通算         |
| 2012 (en)        | サンカエターノ   |                  | SP州1部          | 7                | 0                         | -                | -                 |                  |                  |                  |                  |
| 2012 (en)        | ヴィラ・ノヴァ   |                  | セリエC          | 17               | 9                         | -                | -                 |                  |                  |                  |                  |
| 韓国             | 韓国             | 韓国             | 韓国             | リーグ戦         | リーグ戦                  | リーグ杯         | リーグ杯          | FA杯             | FA杯             | 期間通算         | 期間通算         |
| 2013 (en)        | 済州             | 10               | Kクラシック      | 29               | 17                        | -                | -                 | 2                | 1                | 31               | 18               |
| 日本             | 日本             | 日本             | 日本             | リーグ戦         | リーグ戦                  | リーグ杯         | リーグ杯          | 天皇杯           | 天皇杯           | 期間通算         | 期間通算         |
| 2014             | 神戸             | 7                | J1               | 32               | 13                        | 5                | 1                 | 1                | 0                | 38               | 14               |
| 2015             | 神戸             | 7                | J1               | 13               | 1                         | 4                | 2                 | 1                | 0                | 18               | 3                |
| 2016             | 神戸             | 7                | J1               | 29               | 11                        | 5                | 3                 | 3                | 4                | 37               | 18               |
| 2017             | 鹿島             | 7                | J1               | 21               | 7                         | 0                | 0                 | 1                | 0                | 22               | 7                |
| 2018             | 鹿島             | 7                | J1               | 7                | 0                         | 0                | 0                 | 0                | 0                | 7                | 0                |
| 通算             | ブラジル         | ブラジル         | セリエA          | 11               | 0\|\|\|\|\|\|\|\|\|\|\|\| |                  |                   |                  |                  |                  |                  |
| 通算             | ブラジル         | ブラジル         | セリエB          | 36               | 14                        | 2                | 0\|\|\|\|\|\|\|\| |                  |                  |                  |                  |
| 通算             | ブラジル         | ブラジル         | セリエC          | 17               | 9\|\|\|\|\|\|\|\|\|\|\|\| |                  |                   |                  |                  |                  |                  |
| 通算             | ブラジル         | ブラジル         | 州1部            | 7                | 0\|\|\|\|\|\|\|\|\|\|\|\| |                  |                   |                  |                  |                  |                  |
| 通算             | 日本             | 日本             | J1               | 147              | 47                        | 20               | 7                 | 9                | 6                | 176              | 60               |
| 通算             | 日本             | 日本             | J2               | 2                | 0                         | 0                | 0                 | 0                | 0                | 2                | 0                |
| 通算             | 韓国             | 韓国             | Kクラシック      | 29               | 17                        | -                | -                 | 2                | 1                | 31               | 18               |
| 総通算           | 総通算           | 総通算           | 総通算           | 248              | 87                        | 22               | 7                 | 11               | 7                | 282              | 101              |

その他国内公式戦
- 2017年
  - FUJI XEROX SUPER CUP 1試合0得点

| 国際大会個人成績 | 国際大会個人成績 | 国際大会個人成績 | 国際大会個人成績 | 国際大会個人成績 | FIFA      | FIFA      |
| 年度             | クラブ           | 背番号           | 出場             | 得点             | 出場      | 得点      |
| AFC              | AFC              | AFC              | ACL              | ACL              | クラブW杯 | クラブW杯 |
| ---------------- | ---------------- | ---------------- | ---------------- | ---------------- | --------- | --------- |
| 2010             | G大阪            | 11               | 1                | 0                | -         | -         |
| 2017             | 鹿島             | 7                | 5                | 3                | -         | -         |
| 2018             | 鹿島             | 7                | 2                | 0                | -         | -         |
| 通算             | AFC              | AFC              | 8                | 3                | -         | -         |

- 2007年8月19日：Jリーグ初出場 - J1第21節 vs鹿島アントラーズ (熊谷陸上競技場)
- 2008年3月09日：Jリーグ初得点 - J1第01節 vsアルビレックス新潟 (NACK5)
- 2013年3月02日：Kリーグクラシック初出場・初得点 - 第1節 vs全南ドラゴンズ (光陽)[27]

## タイトル

### クラブ
ヴィラ・ノヴァ
- ゴイアス州選手権 : 1回 (pt:2005年)

グレミオ
- ブラジル全国選手権セリエB : 1回 (2005年)
- リオグランデ・ド・スル州選手権 : 1回 (pt:2006年)

ガンバ大阪
- 天皇杯 : 1回 (2009年)

スポルチ・レシフェ
- ペルナンブーコ州選手権 : 1回 (2010年)

鹿島アントラーズ
- FUJI XEROX SUPER CUP：1回（2017年）

### 個人
- Jリーグ・優秀選手賞：2016年

## 代表歴
- U-18ブラジル代表